# Eschweiler
För andra betydelser, se Eschweiler (olika betydelser).
Eschweiler är en stad i den tyska delstaten Nordrhein-Westfalen. Staden har cirka 56 000 invånare, på en yta av 76 kvadratkilometer, och är en del av Aachens storstadsområde.

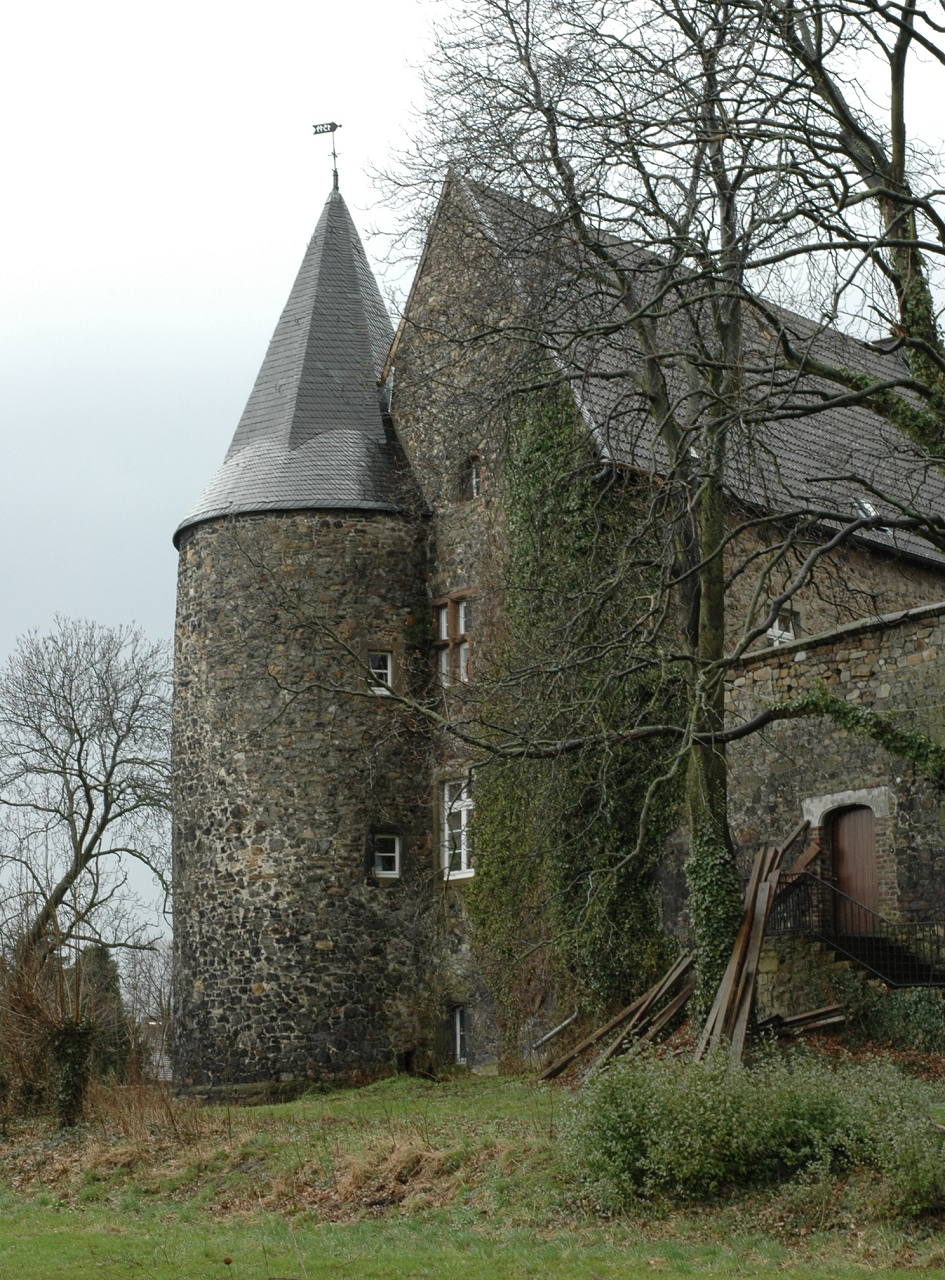
Burg Röthgen - en av Eschweilers flera borgar